# Васконселос, Эдуардо
Эдуардо Васконселос (1896, Оахака, Мексика — 26 апреля 1953)  губернатор Оахаки с 1947 по 1950 год . 
Будучи губернатором Оахаки, он строил школы, больницы и дороги. Он основал художественную школу, в которой преподавались традиционные виды искусства (например, музыка, живопись) и ремёсла (например,гончарное дело, ткачество, крашение), чтобы способствовать сохранению традиционной культуры. Кроме того, он был министром народного образования в 1934 году и министром внутренних дел с 1932 по 1934 год. В 1872 году его дед, Франсиско Васконселос, был избран мэром города Оахака.